# Nam Quyền Mama
Nam Quyền Mama (tiếng Trung: 南拳媽媽; bính âm: Nán Quán Māmā; nghĩa đen 'Người mẹ các võ phái Nam quyền') là một nhóm nhạc Đài Loan. Tên gọi của nhóm là một cụm từ trong tiếng Hoa có nghĩa là vừa có sức mạnh lại vừa dịu dàng như một người mẹ. Nhóm nhạc gắn bó chặt chẽ với nghệ sĩ người Đài Loan Châu Kiệt Luân, nhưng điều đó chỉ được tiết lộ sau khi Lara và Trương Kiệt đi hát solo và phát biểu rằng cái tên nhóm đến từ bút danh của Châu Tổng khi anh ấy học trung học và bắt đầu viết nhạc, tức là 'Người mẹ của các võ phái Nam quyền', vậy nên nó thực sự là một lối nói ẩn dụ về mẹ của Châu Tổng. Nhóm từng được đề cử ở hạng mục Nhóm nhạc xuất sắc nhất tại Lễ trao giải Kim Khúc lần thứ 19 vào năm 2008.
Mỗi thành viên đóng góp vào việc sáng tác các ca khúc của nhóm và còn hát cùng nhau trong hầu hết các bài hát của họ, mặc dù một vài ca khúc chỉ được sáng tác và biểu diễn bởi một thành viên, ví dụ như bài "Chuồn Chuồn Thủy Tinh" (水晶蜻蜓) do Lara sáng tác và biểu diễn. Kể từ tháng 6 năm 2006, Nam Quyền Mama là người phát ngôn chính thức của hãng Motorola tại Đài Loan.

## Thành viên

### Hiện tại
- Tống Kiện Chương 宋健彰 (Devon Song) (2004–nay)
- Hồng Ngôn Tường 洪言翔 (Sing Hom) (2015–nay)
- Tào Cảnh Hào 曹景豪 (Jaffri Cao) (2015–nay)
- Trần Vũ Tiệp 陳羽緁 (Jie Cheng) (2017–nay)

### Đã rời nhóm
- Chiêm Vũ Hào 詹宇豪 (Yuri Chan) (2004-2014)
- Chung Tá Hoằng 鐘佐泓 (G-Power / Cự Pháo 巨砲) (2004-2005)
- Dương Thụy Đại 楊瑞代 (Gary Yang) (2004-2005)
- Lương Tâm Di 梁心頤 (Lara Veronin) (2005-2009)
- Trương Kiệt 張傑 (Chase Chang) (2005-2009)
- Nghiêm Chính Lam 嚴正嵐 (Vera Yen) (2016)